# 113. vestlige længdekreds
Den 113. vestlige længdekreds (eller 113 grader vestlig længde) er en længdekreds, der ligger 113 grader vest for nulmeridianen. Den løber gennem Ishavet, Nordamerika, Stillehavet, det Sydlige Ishav og Antarktis.